# Amelia Gayle Gorgas
Amelia Gayle Gorgas (1 de junho de 1826 - 3 de janeiro de 1913) foi bibliotecária e chefe dos correios da Universidade do Alabama por 25 anos, até sua aposentadoria aos oitenta anos em 1907. 

## Vida
Nascida em Greensboro, Alabama, Amelia era filha do governador do Alabama John Gayle, esposa do general confederado, Josiah Gorgas, nascido na Pensilvânia, e mãe do cirurgião-geral William C. Gorgas. Ela foi incluída no Hall da Fama das Mulheres do Alabama em 1977.

Ela expandiu a biblioteca, da Universidade do Alabama, de 6 000 para 20 000 volumes. A biblioteca principal da universidade leva o seu nome.